# Mapleton (Kansas)
Mapleton es una ciudad ubicada en el condado de Bourbon en el estado estadounidense de Kansas. En el año 2010 tenía una población de 84 habitantes y una densidad poblacional de 64,62 personas por km².

## Geografía
Mapleton se encuentra ubicada en las coordenadas 38°0′50″N 94°52′58″O / 38.01389, -94.88278 (38.013965, -94.882741).

## Demografía
Según la Oficina del Censo en 2000 los ingresos medios por hogar en la localidad eran de $23,750 y los ingresos medios por familia eran $28,056. Los hombres tenían unos ingresos medios de $12,344 frente a los $14,375 para las mujeres. La renta per cápita para la localidad era de $14,643. Alrededor del 10.3% de la población estaban por debajo del umbral de pobreza.